# 北海道道967号馬追原野北信濃線

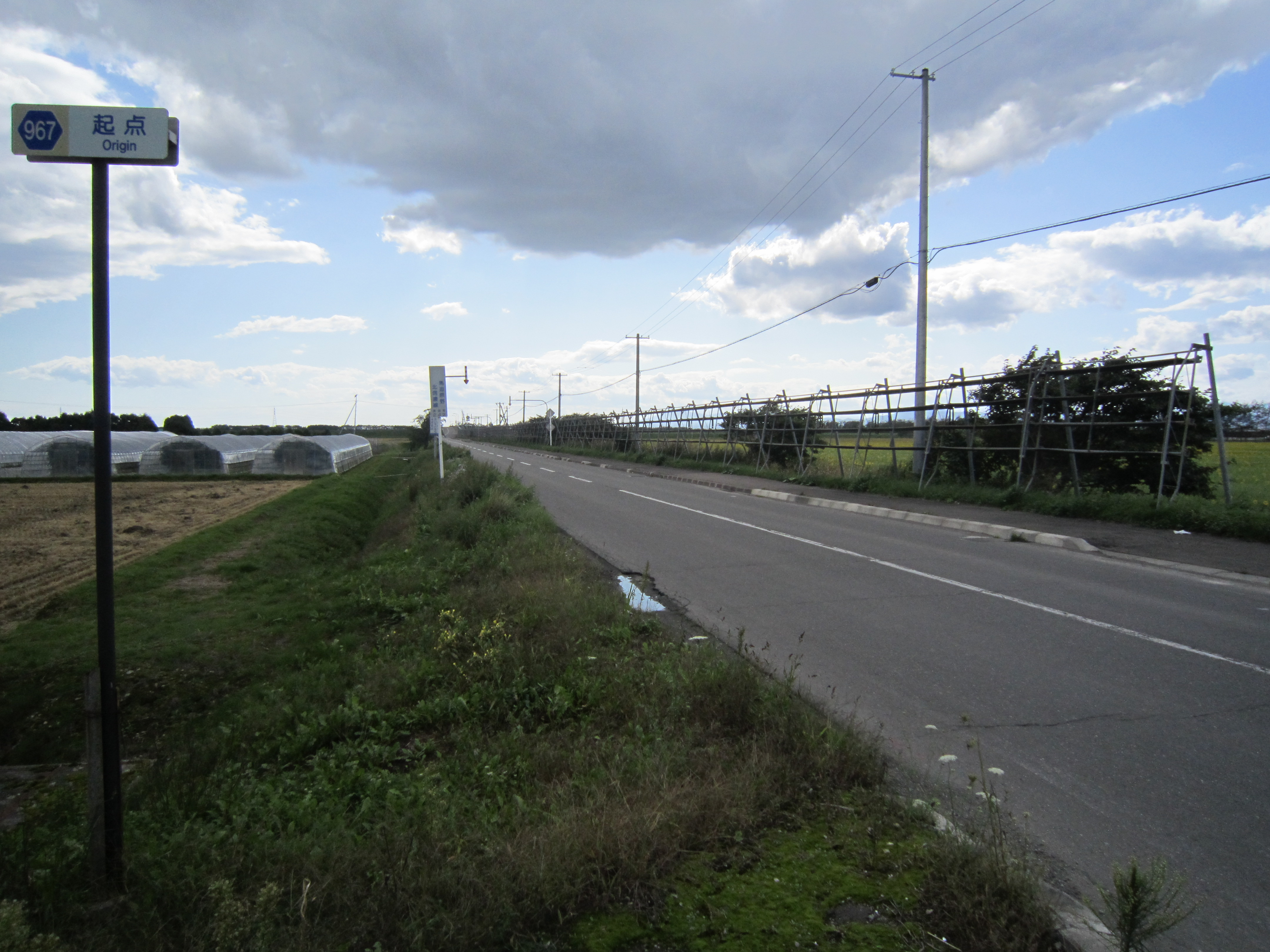
起点より南を望む

北海道道967号馬追原野北信濃線（ほっかいどうどう967ごう うまおいげんやきたしなのせん）は、北海道夕張郡長沼町と千歳市を結ぶ一般道道（北海道道）である。

## 概要

### 路線データ
- 起点：北海道夕張郡長沼町東6線南（北海道道226号舞鶴追分線交点）
- 終点：北海道千歳市北斗3丁目（北信濃）（国道36号交点）
- 路線延長：13.4km（総延長、内、重複区間5.4 km）

## 歴史
- 1979年（昭和54年）4月17日 - 路線認定[1]。

## 路線状況

### 重複区間
- 千歳市長都 - 終点（北海道道600号島松千歳線）

## 地理

### 通過する自治体
- 空知総合振興局
  - 夕張郡長沼町
- 石狩振興局
  - 千歳市

### 交差する道路
長沼町
- 北海道道226号舞鶴追分線 - 東6線南（起点）

千歳市
- 北海道道600号島松千歳線（長都 - 終点）：重用
- 国道36号 - 北斗3丁目（終点）

### 沿線にある施設など
長沼町
- 大学橋記念公園 - 東8線南16号

千歳市
- 中央長都排水機場 - 根志越
- 千歳市防災学習交流センター そなえーる - 北信濃631-11
- セイコーマート千歳北陽店 - 北陽1丁目13-20
- フードD365千歳店 - 北陽1丁目2-1
- 市立千歳市民病院 - 北光2丁目1-1
- ゲオ千歳信濃店 - 信濃3丁目5-21